# باشگاه فوتبال سودووا
باشگاه فوتبال سودووا (لیتوانیایی: FK Sūduva) یک باشگاه فوتبال در شهر ماریامپوله، لیتوانی است.
این باشگاه که در سال ۱۹۲۱ تاسیس شده سابقه ۲ قهرمانی در لیگ آ فوتبال لیتوانی و ۲ قهرمانی در جام حذفی فوتبال لیتوانی را در کارنامه دارد.